# 八幡村 (鳥取県)
八幡村（やわたそん）は、鳥取県西伯郡にあった村。現在の米子市の一部にあたる。

## 地理
米子平野中央部、日野川の下流域に位置していた。

## 歴史
- 1889年（明治22年）10月1日、町村制の施行により、会見郡東八幡村、水浜村が合併して村制施行し、八幡村が発足[1][2]。旧村名を継承した東八幡村、水浜村の2大字を編成[2]。
- 1896年（明治29年）4月1日、郡の統合により西伯郡に所属[2]。
- 1912年（明治45年）2月1日、西伯郡王子村、古豊千村と合併し春日村を新設して廃止された[1][2]。合併後、春日村大字東八幡村・水浜村となる[2]。

### 地名の由来
八幡神社にちなむ。

## 産業
- 農業